# Pacentro
Pacentro is een plaats in de Italiaanse provincie L'Aquila. Het kent zo'n 1500 inwoners.
Pacentro is een van de best geconserveerde middeleeuwse plaatsen van Italië. Het ligt aan de rand van de laagvlakte van Sulmona, binnen de grenzen van het Nationaal Park Majella.
De eerste vermelding van de plaats komt uit de achtste eeuw als Pacentru. Het meest karakteristieke van het plaatsje zijn de drie torens van het Castello dei Caldora die er hoog boven uittorenen. Het bouwwerk dateert uit de tiende eeuw. Pacentro heeft in de loop van de 20e eeuw veel inwoners verloren door de twee emigratiegolven. Een van die emigranten was de grootvader van Madonna Louise Veronica Ciccione, die onder de naam Madonna bekend werd als zangeres.
Naast het kasteel is eigenlijk het gehele centrum bezienswaardig: nauwe steegjes, kleine kerkjes; het prototype van een bergdorp in Abruzzo.

## Afbeeldingen

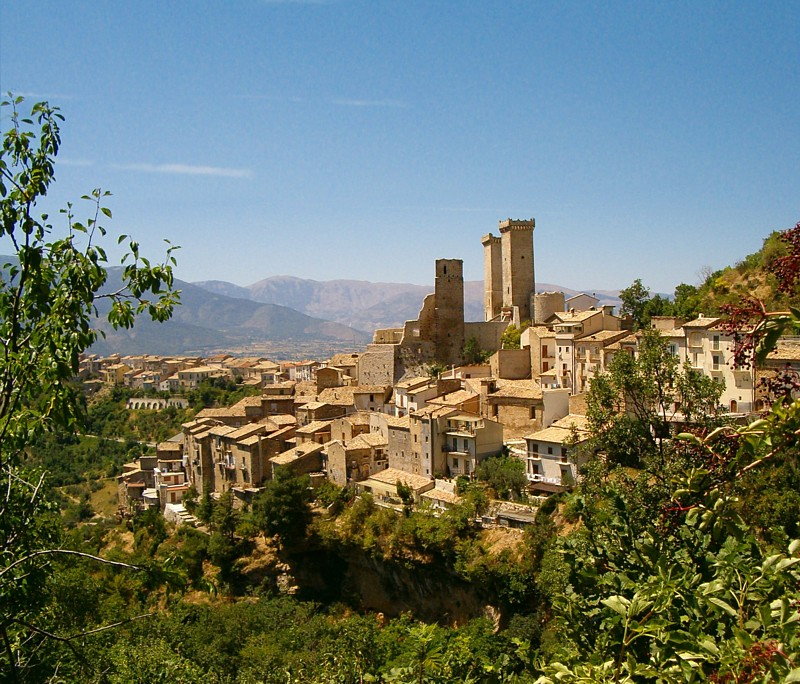
Pacentro
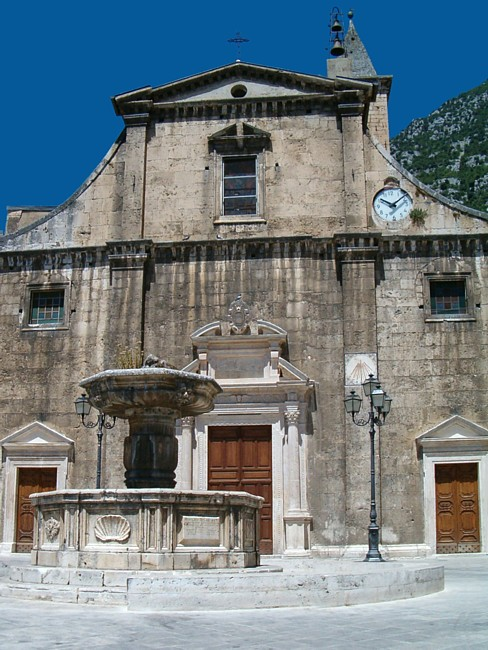
S. Maria della Misericordia

1. ↑  https://demo.istat.it/?l=it.